# Elias Carr
Elias Carr, född 25 februari 1839 i Edgecombe County, North Carolina, död där 22 juli 1900, var en amerikansk demokratisk politiker. Han var guvernör i North Carolina 1893–1897.

## Biografi
Carr föddes på familjens plantage Bracebridge Hall och blev föräldralös fyra år gammal. Han studerade vid University of North Carolina at Chapel Hill och University of Virginia. År 1859 gifte han sig med Eleanor Kearny och paret fick sex barn.
Carr var chef för intresseorganisationen Farmers' Alliance and Industrial Union i North Carolina 1889–1892. Demokraternas maktställning utmanades hårt av republikanerna och populisterna under 1890-talet i North Carolina. Carr vann guvernörsvalet 1892 med 48,3 % av rösterna vilket innebar att majoriteten röstade för någon av de två andra kandidaterna men Carr fick flest röster. År 1893 efterträdde han Thomas Michael Holt som guvernör och efterträddes 1897 av Daniel Lindsay Russell. Tre år senare avled Carr 61 år gammal och gravsattes på en familjekyrkogård i Edgecombe County.